# Sitio de Soyapango
El sitio de Soyapango fue una operación del Estado salvadoreño para arrestar a miembros de bandas criminales de la Mara Salvatrucha (MS-13) y Mara Barrio 18 en la ciudad de Soyapango. La operación comenzó el 3 de diciembre de 2022 cuando el presidente salvadoreño, Nayib Bukele, anunció que 10.000 miembros de las fuerzas de seguridad del país rodearon la urbe. A partir de enero de 2023, se completó la fase activa del asedio, sin embargo, las fuerzas de seguridad aún están involucradas en la eliminación de los símbolos relacionados con pandillas y se ha mejorado la configuración de seguridad en el área.

## Antecedentes
El 27 de marzo de 2022, El Salvador declaró el régimen de excepción luego de un aumento en los asesinatos que resultó en 87 muertes entre el 25 y el 27 de marzo. Desde marzo de 2022 hasta noviembre de 2022, el gobierno de Nayib Bukele arrestó a un total de 58.096 personas con supuestas afiliaciones a las dos bandas criminales más grandes del país: Mara Salvatrucha (MS-13) y la pandilla Mara 18. La represión de las pandillas fue criticada por gobiernos extranjeros y grupos de derechos humanos, alegando que el gobierno estaba violando los derechos humanos y utilizando arrestos arbitrarios.

## Operación
El 3 de diciembre de 2022, el presidente salvadoreño, Nayib Bukele, anunció que 10.000 miembros de las fuerzas de seguridad del país, compuestos por 8.500 soldados y 1.500 policías, rodearon la ciudad de Soyapango con el objetivo de arrestar a todos los pandilleros de la ciudad. Los soldados bloquearon caminos y registraron casas en busca de pandilleros, además de verificar los documentos de identidad de cualquier persona que saliera de la ciudad. Según René Merino Monroy, Ministro de la Defensa Nacional, un total de 185 personas fueron detenidas en los primeros tres días del operativo.
La madrugada del 11 de octubre de 2023, el presidente Nayib Bukele, anunció un nuevo despliegue de fuerzas de seguridad en la comunidad de La Campanera, ubicada en el distrito de Soyapango, en el departamento de San Salvador. Este movimiento fue en respuesta al homicidio de una menor de edad en esa zona el día anterior.
El despliegue de seguridad anunciado por Bukele incluyó también las urbanizaciones aledañas de Popotlán y Valle Verde, ubicadas en el distrito de Apopa. El operativo contempló el envío de fuerzas combinadas de la Policía Nacional Civil con un total de 500 elementos y la Fuerza Armada de El Salvador con 3500 efectivos.
El 12 de octubre de 2023, el Gabinete de Seguridad de El Salvador, presentó a Edwin Alvarado Lazo de 50 años de edad, como el principal responsable de la privación de libertad y posterior asesinato de la niña Diana Melissa Hernández de 7 años.
Tras 24 horas de pesquisas, los investigadores lograron identificar y detener a Alvarado Lazo, a quien señalaron como autor material del secuestro y asesinato. El sujeto reside en La Campanera y tiene antecedentes penales por delitos cometidos en 2001 y 2005.

## Reacciones
Según los informes, los residentes de Soyapango apoyaron la operación.